# Joel Fridlizius
Joel Fridlizius (Kungälv, 31 dicembre 1869 – Skara, 6 gennaio 1963) è stato uno scacchista e compositore di scacchi svedese.
Nel 1901 si classificò secondo a Göteborg dietro a Jørgen Møller (3º Campionato nordico), nel 1909 vinse il torneo B di Göteborg davanti a Gustaf Nyholm, nel 1912 si classificò 7º nel forte torneo di Stoccolma (8º Campionato nordico), ma vinse le partite contro Aleksandr Alechin (vincitore del torneo) e Rudolf Spielmann.
È noto però soprattutto come problemista. Compose prevalentemente problemi in tre e più mosse di stile boemo, di notevole qualità e difficoltà di soluzione. Fu spesso giudice per i "più mosse" dei concorsi della rivista «Nya Dagligt Allehanda», considerati tra i più importanti del primo trentennio del '900.
Fridlizius fu anche un forte giocatore per corrispondenza: vinse il primo torneo per corrispondenza organizzato in Svezia (1897-1900) e il primo torneo nordico per corrispondenza (1900-1902).
Fu redattore della rubrica scacchistica del giornale Göteborgs Handels- och Sjöfarts-Tidning e direttore della rivista Tidskrift för Schack. Nel 1954, all'età di 85 anni, vinse il campionato del circolo scacchistico di Skara.
Di professione era un insegnante scolastico.

## Problemi d'esempio
|   | a | b | c | d | e | f | g | h |   |
| 8 | a7 alfiere del nero · f7 pedone del nero · g7 re del bianco · b6 pedone del nero · d6 alfiere del bianco · a5 cavallo del nero · d5 cavallo del bianco · g5 pedone del nero · a4 pedone del bianco · c4 pedone del bianco · d4 re del nero · c3 torre del bianco · c2 pedone del bianco · d2 pedone del nero · e2 alfiere del nero · h1 donna del bianco | a7 alfiere del nero · f7 pedone del nero · g7 re del bianco · b6 pedone del nero · d6 alfiere del bianco · a5 cavallo del nero · d5 cavallo del bianco · g5 pedone del nero · a4 pedone del bianco · c4 pedone del bianco · d4 re del nero · c3 torre del bianco · c2 pedone del bianco · d2 pedone del nero · e2 alfiere del nero · h1 donna del bianco | a7 alfiere del nero · f7 pedone del nero · g7 re del bianco · b6 pedone del nero · d6 alfiere del bianco · a5 cavallo del nero · d5 cavallo del bianco · g5 pedone del nero · a4 pedone del bianco · c4 pedone del bianco · d4 re del nero · c3 torre del bianco · c2 pedone del bianco · d2 pedone del nero · e2 alfiere del nero · h1 donna del bianco | a7 alfiere del nero · f7 pedone del nero · g7 re del bianco · b6 pedone del nero · d6 alfiere del bianco · a5 cavallo del nero · d5 cavallo del bianco · g5 pedone del nero · a4 pedone del bianco · c4 pedone del bianco · d4 re del nero · c3 torre del bianco · c2 pedone del bianco · d2 pedone del nero · e2 alfiere del nero · h1 donna del bianco | a7 alfiere del nero · f7 pedone del nero · g7 re del bianco · b6 pedone del nero · d6 alfiere del bianco · a5 cavallo del nero · d5 cavallo del bianco · g5 pedone del nero · a4 pedone del bianco · c4 pedone del bianco · d4 re del nero · c3 torre del bianco · c2 pedone del bianco · d2 pedone del nero · e2 alfiere del nero · h1 donna del bianco | a7 alfiere del nero · f7 pedone del nero · g7 re del bianco · b6 pedone del nero · d6 alfiere del bianco · a5 cavallo del nero · d5 cavallo del bianco · g5 pedone del nero · a4 pedone del bianco · c4 pedone del bianco · d4 re del nero · c3 torre del bianco · c2 pedone del bianco · d2 pedone del nero · e2 alfiere del nero · h1 donna del bianco | a7 alfiere del nero · f7 pedone del nero · g7 re del bianco · b6 pedone del nero · d6 alfiere del bianco · a5 cavallo del nero · d5 cavallo del bianco · g5 pedone del nero · a4 pedone del bianco · c4 pedone del bianco · d4 re del nero · c3 torre del bianco · c2 pedone del bianco · d2 pedone del nero · e2 alfiere del nero · h1 donna del bianco | a7 alfiere del nero · f7 pedone del nero · g7 re del bianco · b6 pedone del nero · d6 alfiere del bianco · a5 cavallo del nero · d5 cavallo del bianco · g5 pedone del nero · a4 pedone del bianco · c4 pedone del bianco · d4 re del nero · c3 torre del bianco · c2 pedone del bianco · d2 pedone del nero · e2 alfiere del nero · h1 donna del bianco | 8 |
| 7 | a7 alfiere del nero · f7 pedone del nero · g7 re del bianco · b6 pedone del nero · d6 alfiere del bianco · a5 cavallo del nero · d5 cavallo del bianco · g5 pedone del nero · a4 pedone del bianco · c4 pedone del bianco · d4 re del nero · c3 torre del bianco · c2 pedone del bianco · d2 pedone del nero · e2 alfiere del nero · h1 donna del bianco | a7 alfiere del nero · f7 pedone del nero · g7 re del bianco · b6 pedone del nero · d6 alfiere del bianco · a5 cavallo del nero · d5 cavallo del bianco · g5 pedone del nero · a4 pedone del bianco · c4 pedone del bianco · d4 re del nero · c3 torre del bianco · c2 pedone del bianco · d2 pedone del nero · e2 alfiere del nero · h1 donna del bianco | a7 alfiere del nero · f7 pedone del nero · g7 re del bianco · b6 pedone del nero · d6 alfiere del bianco · a5 cavallo del nero · d5 cavallo del bianco · g5 pedone del nero · a4 pedone del bianco · c4 pedone del bianco · d4 re del nero · c3 torre del bianco · c2 pedone del bianco · d2 pedone del nero · e2 alfiere del nero · h1 donna del bianco | a7 alfiere del nero · f7 pedone del nero · g7 re del bianco · b6 pedone del nero · d6 alfiere del bianco · a5 cavallo del nero · d5 cavallo del bianco · g5 pedone del nero · a4 pedone del bianco · c4 pedone del bianco · d4 re del nero · c3 torre del bianco · c2 pedone del bianco · d2 pedone del nero · e2 alfiere del nero · h1 donna del bianco | a7 alfiere del nero · f7 pedone del nero · g7 re del bianco · b6 pedone del nero · d6 alfiere del bianco · a5 cavallo del nero · d5 cavallo del bianco · g5 pedone del nero · a4 pedone del bianco · c4 pedone del bianco · d4 re del nero · c3 torre del bianco · c2 pedone del bianco · d2 pedone del nero · e2 alfiere del nero · h1 donna del bianco | a7 alfiere del nero · f7 pedone del nero · g7 re del bianco · b6 pedone del nero · d6 alfiere del bianco · a5 cavallo del nero · d5 cavallo del bianco · g5 pedone del nero · a4 pedone del bianco · c4 pedone del bianco · d4 re del nero · c3 torre del bianco · c2 pedone del bianco · d2 pedone del nero · e2 alfiere del nero · h1 donna del bianco | a7 alfiere del nero · f7 pedone del nero · g7 re del bianco · b6 pedone del nero · d6 alfiere del bianco · a5 cavallo del nero · d5 cavallo del bianco · g5 pedone del nero · a4 pedone del bianco · c4 pedone del bianco · d4 re del nero · c3 torre del bianco · c2 pedone del bianco · d2 pedone del nero · e2 alfiere del nero · h1 donna del bianco | a7 alfiere del nero · f7 pedone del nero · g7 re del bianco · b6 pedone del nero · d6 alfiere del bianco · a5 cavallo del nero · d5 cavallo del bianco · g5 pedone del nero · a4 pedone del bianco · c4 pedone del bianco · d4 re del nero · c3 torre del bianco · c2 pedone del bianco · d2 pedone del nero · e2 alfiere del nero · h1 donna del bianco | 7 |
| 6 | a7 alfiere del nero · f7 pedone del nero · g7 re del bianco · b6 pedone del nero · d6 alfiere del bianco · a5 cavallo del nero · d5 cavallo del bianco · g5 pedone del nero · a4 pedone del bianco · c4 pedone del bianco · d4 re del nero · c3 torre del bianco · c2 pedone del bianco · d2 pedone del nero · e2 alfiere del nero · h1 donna del bianco | a7 alfiere del nero · f7 pedone del nero · g7 re del bianco · b6 pedone del nero · d6 alfiere del bianco · a5 cavallo del nero · d5 cavallo del bianco · g5 pedone del nero · a4 pedone del bianco · c4 pedone del bianco · d4 re del nero · c3 torre del bianco · c2 pedone del bianco · d2 pedone del nero · e2 alfiere del nero · h1 donna del bianco | a7 alfiere del nero · f7 pedone del nero · g7 re del bianco · b6 pedone del nero · d6 alfiere del bianco · a5 cavallo del nero · d5 cavallo del bianco · g5 pedone del nero · a4 pedone del bianco · c4 pedone del bianco · d4 re del nero · c3 torre del bianco · c2 pedone del bianco · d2 pedone del nero · e2 alfiere del nero · h1 donna del bianco | a7 alfiere del nero · f7 pedone del nero · g7 re del bianco · b6 pedone del nero · d6 alfiere del bianco · a5 cavallo del nero · d5 cavallo del bianco · g5 pedone del nero · a4 pedone del bianco · c4 pedone del bianco · d4 re del nero · c3 torre del bianco · c2 pedone del bianco · d2 pedone del nero · e2 alfiere del nero · h1 donna del bianco | a7 alfiere del nero · f7 pedone del nero · g7 re del bianco · b6 pedone del nero · d6 alfiere del bianco · a5 cavallo del nero · d5 cavallo del bianco · g5 pedone del nero · a4 pedone del bianco · c4 pedone del bianco · d4 re del nero · c3 torre del bianco · c2 pedone del bianco · d2 pedone del nero · e2 alfiere del nero · h1 donna del bianco | a7 alfiere del nero · f7 pedone del nero · g7 re del bianco · b6 pedone del nero · d6 alfiere del bianco · a5 cavallo del nero · d5 cavallo del bianco · g5 pedone del nero · a4 pedone del bianco · c4 pedone del bianco · d4 re del nero · c3 torre del bianco · c2 pedone del bianco · d2 pedone del nero · e2 alfiere del nero · h1 donna del bianco | a7 alfiere del nero · f7 pedone del nero · g7 re del bianco · b6 pedone del nero · d6 alfiere del bianco · a5 cavallo del nero · d5 cavallo del bianco · g5 pedone del nero · a4 pedone del bianco · c4 pedone del bianco · d4 re del nero · c3 torre del bianco · c2 pedone del bianco · d2 pedone del nero · e2 alfiere del nero · h1 donna del bianco | a7 alfiere del nero · f7 pedone del nero · g7 re del bianco · b6 pedone del nero · d6 alfiere del bianco · a5 cavallo del nero · d5 cavallo del bianco · g5 pedone del nero · a4 pedone del bianco · c4 pedone del bianco · d4 re del nero · c3 torre del bianco · c2 pedone del bianco · d2 pedone del nero · e2 alfiere del nero · h1 donna del bianco | 6 |
| 5 | a7 alfiere del nero · f7 pedone del nero · g7 re del bianco · b6 pedone del nero · d6 alfiere del bianco · a5 cavallo del nero · d5 cavallo del bianco · g5 pedone del nero · a4 pedone del bianco · c4 pedone del bianco · d4 re del nero · c3 torre del bianco · c2 pedone del bianco · d2 pedone del nero · e2 alfiere del nero · h1 donna del bianco | a7 alfiere del nero · f7 pedone del nero · g7 re del bianco · b6 pedone del nero · d6 alfiere del bianco · a5 cavallo del nero · d5 cavallo del bianco · g5 pedone del nero · a4 pedone del bianco · c4 pedone del bianco · d4 re del nero · c3 torre del bianco · c2 pedone del bianco · d2 pedone del nero · e2 alfiere del nero · h1 donna del bianco | a7 alfiere del nero · f7 pedone del nero · g7 re del bianco · b6 pedone del nero · d6 alfiere del bianco · a5 cavallo del nero · d5 cavallo del bianco · g5 pedone del nero · a4 pedone del bianco · c4 pedone del bianco · d4 re del nero · c3 torre del bianco · c2 pedone del bianco · d2 pedone del nero · e2 alfiere del nero · h1 donna del bianco | a7 alfiere del nero · f7 pedone del nero · g7 re del bianco · b6 pedone del nero · d6 alfiere del bianco · a5 cavallo del nero · d5 cavallo del bianco · g5 pedone del nero · a4 pedone del bianco · c4 pedone del bianco · d4 re del nero · c3 torre del bianco · c2 pedone del bianco · d2 pedone del nero · e2 alfiere del nero · h1 donna del bianco | a7 alfiere del nero · f7 pedone del nero · g7 re del bianco · b6 pedone del nero · d6 alfiere del bianco · a5 cavallo del nero · d5 cavallo del bianco · g5 pedone del nero · a4 pedone del bianco · c4 pedone del bianco · d4 re del nero · c3 torre del bianco · c2 pedone del bianco · d2 pedone del nero · e2 alfiere del nero · h1 donna del bianco | a7 alfiere del nero · f7 pedone del nero · g7 re del bianco · b6 pedone del nero · d6 alfiere del bianco · a5 cavallo del nero · d5 cavallo del bianco · g5 pedone del nero · a4 pedone del bianco · c4 pedone del bianco · d4 re del nero · c3 torre del bianco · c2 pedone del bianco · d2 pedone del nero · e2 alfiere del nero · h1 donna del bianco | a7 alfiere del nero · f7 pedone del nero · g7 re del bianco · b6 pedone del nero · d6 alfiere del bianco · a5 cavallo del nero · d5 cavallo del bianco · g5 pedone del nero · a4 pedone del bianco · c4 pedone del bianco · d4 re del nero · c3 torre del bianco · c2 pedone del bianco · d2 pedone del nero · e2 alfiere del nero · h1 donna del bianco | a7 alfiere del nero · f7 pedone del nero · g7 re del bianco · b6 pedone del nero · d6 alfiere del bianco · a5 cavallo del nero · d5 cavallo del bianco · g5 pedone del nero · a4 pedone del bianco · c4 pedone del bianco · d4 re del nero · c3 torre del bianco · c2 pedone del bianco · d2 pedone del nero · e2 alfiere del nero · h1 donna del bianco | 5 |
| 4 | a7 alfiere del nero · f7 pedone del nero · g7 re del bianco · b6 pedone del nero · d6 alfiere del bianco · a5 cavallo del nero · d5 cavallo del bianco · g5 pedone del nero · a4 pedone del bianco · c4 pedone del bianco · d4 re del nero · c3 torre del bianco · c2 pedone del bianco · d2 pedone del nero · e2 alfiere del nero · h1 donna del bianco | a7 alfiere del nero · f7 pedone del nero · g7 re del bianco · b6 pedone del nero · d6 alfiere del bianco · a5 cavallo del nero · d5 cavallo del bianco · g5 pedone del nero · a4 pedone del bianco · c4 pedone del bianco · d4 re del nero · c3 torre del bianco · c2 pedone del bianco · d2 pedone del nero · e2 alfiere del nero · h1 donna del bianco | a7 alfiere del nero · f7 pedone del nero · g7 re del bianco · b6 pedone del nero · d6 alfiere del bianco · a5 cavallo del nero · d5 cavallo del bianco · g5 pedone del nero · a4 pedone del bianco · c4 pedone del bianco · d4 re del nero · c3 torre del bianco · c2 pedone del bianco · d2 pedone del nero · e2 alfiere del nero · h1 donna del bianco | a7 alfiere del nero · f7 pedone del nero · g7 re del bianco · b6 pedone del nero · d6 alfiere del bianco · a5 cavallo del nero · d5 cavallo del bianco · g5 pedone del nero · a4 pedone del bianco · c4 pedone del bianco · d4 re del nero · c3 torre del bianco · c2 pedone del bianco · d2 pedone del nero · e2 alfiere del nero · h1 donna del bianco | a7 alfiere del nero · f7 pedone del nero · g7 re del bianco · b6 pedone del nero · d6 alfiere del bianco · a5 cavallo del nero · d5 cavallo del bianco · g5 pedone del nero · a4 pedone del bianco · c4 pedone del bianco · d4 re del nero · c3 torre del bianco · c2 pedone del bianco · d2 pedone del nero · e2 alfiere del nero · h1 donna del bianco | a7 alfiere del nero · f7 pedone del nero · g7 re del bianco · b6 pedone del nero · d6 alfiere del bianco · a5 cavallo del nero · d5 cavallo del bianco · g5 pedone del nero · a4 pedone del bianco · c4 pedone del bianco · d4 re del nero · c3 torre del bianco · c2 pedone del bianco · d2 pedone del nero · e2 alfiere del nero · h1 donna del bianco | a7 alfiere del nero · f7 pedone del nero · g7 re del bianco · b6 pedone del nero · d6 alfiere del bianco · a5 cavallo del nero · d5 cavallo del bianco · g5 pedone del nero · a4 pedone del bianco · c4 pedone del bianco · d4 re del nero · c3 torre del bianco · c2 pedone del bianco · d2 pedone del nero · e2 alfiere del nero · h1 donna del bianco | a7 alfiere del nero · f7 pedone del nero · g7 re del bianco · b6 pedone del nero · d6 alfiere del bianco · a5 cavallo del nero · d5 cavallo del bianco · g5 pedone del nero · a4 pedone del bianco · c4 pedone del bianco · d4 re del nero · c3 torre del bianco · c2 pedone del bianco · d2 pedone del nero · e2 alfiere del nero · h1 donna del bianco | 4 |
| 3 | a7 alfiere del nero · f7 pedone del nero · g7 re del bianco · b6 pedone del nero · d6 alfiere del bianco · a5 cavallo del nero · d5 cavallo del bianco · g5 pedone del nero · a4 pedone del bianco · c4 pedone del bianco · d4 re del nero · c3 torre del bianco · c2 pedone del bianco · d2 pedone del nero · e2 alfiere del nero · h1 donna del bianco | a7 alfiere del nero · f7 pedone del nero · g7 re del bianco · b6 pedone del nero · d6 alfiere del bianco · a5 cavallo del nero · d5 cavallo del bianco · g5 pedone del nero · a4 pedone del bianco · c4 pedone del bianco · d4 re del nero · c3 torre del bianco · c2 pedone del bianco · d2 pedone del nero · e2 alfiere del nero · h1 donna del bianco | a7 alfiere del nero · f7 pedone del nero · g7 re del bianco · b6 pedone del nero · d6 alfiere del bianco · a5 cavallo del nero · d5 cavallo del bianco · g5 pedone del nero · a4 pedone del bianco · c4 pedone del bianco · d4 re del nero · c3 torre del bianco · c2 pedone del bianco · d2 pedone del nero · e2 alfiere del nero · h1 donna del bianco | a7 alfiere del nero · f7 pedone del nero · g7 re del bianco · b6 pedone del nero · d6 alfiere del bianco · a5 cavallo del nero · d5 cavallo del bianco · g5 pedone del nero · a4 pedone del bianco · c4 pedone del bianco · d4 re del nero · c3 torre del bianco · c2 pedone del bianco · d2 pedone del nero · e2 alfiere del nero · h1 donna del bianco | a7 alfiere del nero · f7 pedone del nero · g7 re del bianco · b6 pedone del nero · d6 alfiere del bianco · a5 cavallo del nero · d5 cavallo del bianco · g5 pedone del nero · a4 pedone del bianco · c4 pedone del bianco · d4 re del nero · c3 torre del bianco · c2 pedone del bianco · d2 pedone del nero · e2 alfiere del nero · h1 donna del bianco | a7 alfiere del nero · f7 pedone del nero · g7 re del bianco · b6 pedone del nero · d6 alfiere del bianco · a5 cavallo del nero · d5 cavallo del bianco · g5 pedone del nero · a4 pedone del bianco · c4 pedone del bianco · d4 re del nero · c3 torre del bianco · c2 pedone del bianco · d2 pedone del nero · e2 alfiere del nero · h1 donna del bianco | a7 alfiere del nero · f7 pedone del nero · g7 re del bianco · b6 pedone del nero · d6 alfiere del bianco · a5 cavallo del nero · d5 cavallo del bianco · g5 pedone del nero · a4 pedone del bianco · c4 pedone del bianco · d4 re del nero · c3 torre del bianco · c2 pedone del bianco · d2 pedone del nero · e2 alfiere del nero · h1 donna del bianco | a7 alfiere del nero · f7 pedone del nero · g7 re del bianco · b6 pedone del nero · d6 alfiere del bianco · a5 cavallo del nero · d5 cavallo del bianco · g5 pedone del nero · a4 pedone del bianco · c4 pedone del bianco · d4 re del nero · c3 torre del bianco · c2 pedone del bianco · d2 pedone del nero · e2 alfiere del nero · h1 donna del bianco | 3 |
| 2 | a7 alfiere del nero · f7 pedone del nero · g7 re del bianco · b6 pedone del nero · d6 alfiere del bianco · a5 cavallo del nero · d5 cavallo del bianco · g5 pedone del nero · a4 pedone del bianco · c4 pedone del bianco · d4 re del nero · c3 torre del bianco · c2 pedone del bianco · d2 pedone del nero · e2 alfiere del nero · h1 donna del bianco | a7 alfiere del nero · f7 pedone del nero · g7 re del bianco · b6 pedone del nero · d6 alfiere del bianco · a5 cavallo del nero · d5 cavallo del bianco · g5 pedone del nero · a4 pedone del bianco · c4 pedone del bianco · d4 re del nero · c3 torre del bianco · c2 pedone del bianco · d2 pedone del nero · e2 alfiere del nero · h1 donna del bianco | a7 alfiere del nero · f7 pedone del nero · g7 re del bianco · b6 pedone del nero · d6 alfiere del bianco · a5 cavallo del nero · d5 cavallo del bianco · g5 pedone del nero · a4 pedone del bianco · c4 pedone del bianco · d4 re del nero · c3 torre del bianco · c2 pedone del bianco · d2 pedone del nero · e2 alfiere del nero · h1 donna del bianco | a7 alfiere del nero · f7 pedone del nero · g7 re del bianco · b6 pedone del nero · d6 alfiere del bianco · a5 cavallo del nero · d5 cavallo del bianco · g5 pedone del nero · a4 pedone del bianco · c4 pedone del bianco · d4 re del nero · c3 torre del bianco · c2 pedone del bianco · d2 pedone del nero · e2 alfiere del nero · h1 donna del bianco | a7 alfiere del nero · f7 pedone del nero · g7 re del bianco · b6 pedone del nero · d6 alfiere del bianco · a5 cavallo del nero · d5 cavallo del bianco · g5 pedone del nero · a4 pedone del bianco · c4 pedone del bianco · d4 re del nero · c3 torre del bianco · c2 pedone del bianco · d2 pedone del nero · e2 alfiere del nero · h1 donna del bianco | a7 alfiere del nero · f7 pedone del nero · g7 re del bianco · b6 pedone del nero · d6 alfiere del bianco · a5 cavallo del nero · d5 cavallo del bianco · g5 pedone del nero · a4 pedone del bianco · c4 pedone del bianco · d4 re del nero · c3 torre del bianco · c2 pedone del bianco · d2 pedone del nero · e2 alfiere del nero · h1 donna del bianco | a7 alfiere del nero · f7 pedone del nero · g7 re del bianco · b6 pedone del nero · d6 alfiere del bianco · a5 cavallo del nero · d5 cavallo del bianco · g5 pedone del nero · a4 pedone del bianco · c4 pedone del bianco · d4 re del nero · c3 torre del bianco · c2 pedone del bianco · d2 pedone del nero · e2 alfiere del nero · h1 donna del bianco | a7 alfiere del nero · f7 pedone del nero · g7 re del bianco · b6 pedone del nero · d6 alfiere del bianco · a5 cavallo del nero · d5 cavallo del bianco · g5 pedone del nero · a4 pedone del bianco · c4 pedone del bianco · d4 re del nero · c3 torre del bianco · c2 pedone del bianco · d2 pedone del nero · e2 alfiere del nero · h1 donna del bianco | 2 |
| 1 | a7 alfiere del nero · f7 pedone del nero · g7 re del bianco · b6 pedone del nero · d6 alfiere del bianco · a5 cavallo del nero · d5 cavallo del bianco · g5 pedone del nero · a4 pedone del bianco · c4 pedone del bianco · d4 re del nero · c3 torre del bianco · c2 pedone del bianco · d2 pedone del nero · e2 alfiere del nero · h1 donna del bianco | a7 alfiere del nero · f7 pedone del nero · g7 re del bianco · b6 pedone del nero · d6 alfiere del bianco · a5 cavallo del nero · d5 cavallo del bianco · g5 pedone del nero · a4 pedone del bianco · c4 pedone del bianco · d4 re del nero · c3 torre del bianco · c2 pedone del bianco · d2 pedone del nero · e2 alfiere del nero · h1 donna del bianco | a7 alfiere del nero · f7 pedone del nero · g7 re del bianco · b6 pedone del nero · d6 alfiere del bianco · a5 cavallo del nero · d5 cavallo del bianco · g5 pedone del nero · a4 pedone del bianco · c4 pedone del bianco · d4 re del nero · c3 torre del bianco · c2 pedone del bianco · d2 pedone del nero · e2 alfiere del nero · h1 donna del bianco | a7 alfiere del nero · f7 pedone del nero · g7 re del bianco · b6 pedone del nero · d6 alfiere del bianco · a5 cavallo del nero · d5 cavallo del bianco · g5 pedone del nero · a4 pedone del bianco · c4 pedone del bianco · d4 re del nero · c3 torre del bianco · c2 pedone del bianco · d2 pedone del nero · e2 alfiere del nero · h1 donna del bianco | a7 alfiere del nero · f7 pedone del nero · g7 re del bianco · b6 pedone del nero · d6 alfiere del bianco · a5 cavallo del nero · d5 cavallo del bianco · g5 pedone del nero · a4 pedone del bianco · c4 pedone del bianco · d4 re del nero · c3 torre del bianco · c2 pedone del bianco · d2 pedone del nero · e2 alfiere del nero · h1 donna del bianco | a7 alfiere del nero · f7 pedone del nero · g7 re del bianco · b6 pedone del nero · d6 alfiere del bianco · a5 cavallo del nero · d5 cavallo del bianco · g5 pedone del nero · a4 pedone del bianco · c4 pedone del bianco · d4 re del nero · c3 torre del bianco · c2 pedone del bianco · d2 pedone del nero · e2 alfiere del nero · h1 donna del bianco | a7 alfiere del nero · f7 pedone del nero · g7 re del bianco · b6 pedone del nero · d6 alfiere del bianco · a5 cavallo del nero · d5 cavallo del bianco · g5 pedone del nero · a4 pedone del bianco · c4 pedone del bianco · d4 re del nero · c3 torre del bianco · c2 pedone del bianco · d2 pedone del nero · e2 alfiere del nero · h1 donna del bianco | a7 alfiere del nero · f7 pedone del nero · g7 re del bianco · b6 pedone del nero · d6 alfiere del bianco · a5 cavallo del nero · d5 cavallo del bianco · g5 pedone del nero · a4 pedone del bianco · c4 pedone del bianco · d4 re del nero · c3 torre del bianco · c2 pedone del bianco · d2 pedone del nero · e2 alfiere del nero · h1 donna del bianco | 1 |
|   | a | b | c | d | e | f | g | h |   |

Soluzione:
1. Tf3 !  (min. 2. Dh4+! gxh4 3. Tf4#)

1. ...Axf3  2. Da1+ ∼  3. De5/Ce3#

1. ...Axc4  2. c3+ ∼  3. Cf6/Tf6#

1. ...Rxc4  2. Tf4+! gxf4  3. De4#

1. ...Cxc4  2. Td3+! Axd3  3. c3#

|   | a | b | c | d | e | f | g | h |   |
| 8 | a8 cavallo del nero · e8 torre del bianco · f8 torre del nero · a7 alfiere del nero · e7 cavallo del bianco · g7 alfiere del bianco · h7 pedone del nero · b6 pedone del nero · c6 pedone del bianco · e6 pedone del nero · f6 cavallo del bianco · h6 pedone del nero · e5 re del nero · h5 re del bianco · c4 pedone del nero · f4 pedone del nero · g4 pedone del bianco · d2 donna del bianco · e2 pedone del bianco · a1 donna del nero · d1 alfiere del nero | a8 cavallo del nero · e8 torre del bianco · f8 torre del nero · a7 alfiere del nero · e7 cavallo del bianco · g7 alfiere del bianco · h7 pedone del nero · b6 pedone del nero · c6 pedone del bianco · e6 pedone del nero · f6 cavallo del bianco · h6 pedone del nero · e5 re del nero · h5 re del bianco · c4 pedone del nero · f4 pedone del nero · g4 pedone del bianco · d2 donna del bianco · e2 pedone del bianco · a1 donna del nero · d1 alfiere del nero | a8 cavallo del nero · e8 torre del bianco · f8 torre del nero · a7 alfiere del nero · e7 cavallo del bianco · g7 alfiere del bianco · h7 pedone del nero · b6 pedone del nero · c6 pedone del bianco · e6 pedone del nero · f6 cavallo del bianco · h6 pedone del nero · e5 re del nero · h5 re del bianco · c4 pedone del nero · f4 pedone del nero · g4 pedone del bianco · d2 donna del bianco · e2 pedone del bianco · a1 donna del nero · d1 alfiere del nero | a8 cavallo del nero · e8 torre del bianco · f8 torre del nero · a7 alfiere del nero · e7 cavallo del bianco · g7 alfiere del bianco · h7 pedone del nero · b6 pedone del nero · c6 pedone del bianco · e6 pedone del nero · f6 cavallo del bianco · h6 pedone del nero · e5 re del nero · h5 re del bianco · c4 pedone del nero · f4 pedone del nero · g4 pedone del bianco · d2 donna del bianco · e2 pedone del bianco · a1 donna del nero · d1 alfiere del nero | a8 cavallo del nero · e8 torre del bianco · f8 torre del nero · a7 alfiere del nero · e7 cavallo del bianco · g7 alfiere del bianco · h7 pedone del nero · b6 pedone del nero · c6 pedone del bianco · e6 pedone del nero · f6 cavallo del bianco · h6 pedone del nero · e5 re del nero · h5 re del bianco · c4 pedone del nero · f4 pedone del nero · g4 pedone del bianco · d2 donna del bianco · e2 pedone del bianco · a1 donna del nero · d1 alfiere del nero | a8 cavallo del nero · e8 torre del bianco · f8 torre del nero · a7 alfiere del nero · e7 cavallo del bianco · g7 alfiere del bianco · h7 pedone del nero · b6 pedone del nero · c6 pedone del bianco · e6 pedone del nero · f6 cavallo del bianco · h6 pedone del nero · e5 re del nero · h5 re del bianco · c4 pedone del nero · f4 pedone del nero · g4 pedone del bianco · d2 donna del bianco · e2 pedone del bianco · a1 donna del nero · d1 alfiere del nero | a8 cavallo del nero · e8 torre del bianco · f8 torre del nero · a7 alfiere del nero · e7 cavallo del bianco · g7 alfiere del bianco · h7 pedone del nero · b6 pedone del nero · c6 pedone del bianco · e6 pedone del nero · f6 cavallo del bianco · h6 pedone del nero · e5 re del nero · h5 re del bianco · c4 pedone del nero · f4 pedone del nero · g4 pedone del bianco · d2 donna del bianco · e2 pedone del bianco · a1 donna del nero · d1 alfiere del nero | a8 cavallo del nero · e8 torre del bianco · f8 torre del nero · a7 alfiere del nero · e7 cavallo del bianco · g7 alfiere del bianco · h7 pedone del nero · b6 pedone del nero · c6 pedone del bianco · e6 pedone del nero · f6 cavallo del bianco · h6 pedone del nero · e5 re del nero · h5 re del bianco · c4 pedone del nero · f4 pedone del nero · g4 pedone del bianco · d2 donna del bianco · e2 pedone del bianco · a1 donna del nero · d1 alfiere del nero | 8 |
| 7 | a8 cavallo del nero · e8 torre del bianco · f8 torre del nero · a7 alfiere del nero · e7 cavallo del bianco · g7 alfiere del bianco · h7 pedone del nero · b6 pedone del nero · c6 pedone del bianco · e6 pedone del nero · f6 cavallo del bianco · h6 pedone del nero · e5 re del nero · h5 re del bianco · c4 pedone del nero · f4 pedone del nero · g4 pedone del bianco · d2 donna del bianco · e2 pedone del bianco · a1 donna del nero · d1 alfiere del nero | a8 cavallo del nero · e8 torre del bianco · f8 torre del nero · a7 alfiere del nero · e7 cavallo del bianco · g7 alfiere del bianco · h7 pedone del nero · b6 pedone del nero · c6 pedone del bianco · e6 pedone del nero · f6 cavallo del bianco · h6 pedone del nero · e5 re del nero · h5 re del bianco · c4 pedone del nero · f4 pedone del nero · g4 pedone del bianco · d2 donna del bianco · e2 pedone del bianco · a1 donna del nero · d1 alfiere del nero | a8 cavallo del nero · e8 torre del bianco · f8 torre del nero · a7 alfiere del nero · e7 cavallo del bianco · g7 alfiere del bianco · h7 pedone del nero · b6 pedone del nero · c6 pedone del bianco · e6 pedone del nero · f6 cavallo del bianco · h6 pedone del nero · e5 re del nero · h5 re del bianco · c4 pedone del nero · f4 pedone del nero · g4 pedone del bianco · d2 donna del bianco · e2 pedone del bianco · a1 donna del nero · d1 alfiere del nero | a8 cavallo del nero · e8 torre del bianco · f8 torre del nero · a7 alfiere del nero · e7 cavallo del bianco · g7 alfiere del bianco · h7 pedone del nero · b6 pedone del nero · c6 pedone del bianco · e6 pedone del nero · f6 cavallo del bianco · h6 pedone del nero · e5 re del nero · h5 re del bianco · c4 pedone del nero · f4 pedone del nero · g4 pedone del bianco · d2 donna del bianco · e2 pedone del bianco · a1 donna del nero · d1 alfiere del nero | a8 cavallo del nero · e8 torre del bianco · f8 torre del nero · a7 alfiere del nero · e7 cavallo del bianco · g7 alfiere del bianco · h7 pedone del nero · b6 pedone del nero · c6 pedone del bianco · e6 pedone del nero · f6 cavallo del bianco · h6 pedone del nero · e5 re del nero · h5 re del bianco · c4 pedone del nero · f4 pedone del nero · g4 pedone del bianco · d2 donna del bianco · e2 pedone del bianco · a1 donna del nero · d1 alfiere del nero | a8 cavallo del nero · e8 torre del bianco · f8 torre del nero · a7 alfiere del nero · e7 cavallo del bianco · g7 alfiere del bianco · h7 pedone del nero · b6 pedone del nero · c6 pedone del bianco · e6 pedone del nero · f6 cavallo del bianco · h6 pedone del nero · e5 re del nero · h5 re del bianco · c4 pedone del nero · f4 pedone del nero · g4 pedone del bianco · d2 donna del bianco · e2 pedone del bianco · a1 donna del nero · d1 alfiere del nero | a8 cavallo del nero · e8 torre del bianco · f8 torre del nero · a7 alfiere del nero · e7 cavallo del bianco · g7 alfiere del bianco · h7 pedone del nero · b6 pedone del nero · c6 pedone del bianco · e6 pedone del nero · f6 cavallo del bianco · h6 pedone del nero · e5 re del nero · h5 re del bianco · c4 pedone del nero · f4 pedone del nero · g4 pedone del bianco · d2 donna del bianco · e2 pedone del bianco · a1 donna del nero · d1 alfiere del nero | a8 cavallo del nero · e8 torre del bianco · f8 torre del nero · a7 alfiere del nero · e7 cavallo del bianco · g7 alfiere del bianco · h7 pedone del nero · b6 pedone del nero · c6 pedone del bianco · e6 pedone del nero · f6 cavallo del bianco · h6 pedone del nero · e5 re del nero · h5 re del bianco · c4 pedone del nero · f4 pedone del nero · g4 pedone del bianco · d2 donna del bianco · e2 pedone del bianco · a1 donna del nero · d1 alfiere del nero | 7 |
| 6 | a8 cavallo del nero · e8 torre del bianco · f8 torre del nero · a7 alfiere del nero · e7 cavallo del bianco · g7 alfiere del bianco · h7 pedone del nero · b6 pedone del nero · c6 pedone del bianco · e6 pedone del nero · f6 cavallo del bianco · h6 pedone del nero · e5 re del nero · h5 re del bianco · c4 pedone del nero · f4 pedone del nero · g4 pedone del bianco · d2 donna del bianco · e2 pedone del bianco · a1 donna del nero · d1 alfiere del nero | a8 cavallo del nero · e8 torre del bianco · f8 torre del nero · a7 alfiere del nero · e7 cavallo del bianco · g7 alfiere del bianco · h7 pedone del nero · b6 pedone del nero · c6 pedone del bianco · e6 pedone del nero · f6 cavallo del bianco · h6 pedone del nero · e5 re del nero · h5 re del bianco · c4 pedone del nero · f4 pedone del nero · g4 pedone del bianco · d2 donna del bianco · e2 pedone del bianco · a1 donna del nero · d1 alfiere del nero | a8 cavallo del nero · e8 torre del bianco · f8 torre del nero · a7 alfiere del nero · e7 cavallo del bianco · g7 alfiere del bianco · h7 pedone del nero · b6 pedone del nero · c6 pedone del bianco · e6 pedone del nero · f6 cavallo del bianco · h6 pedone del nero · e5 re del nero · h5 re del bianco · c4 pedone del nero · f4 pedone del nero · g4 pedone del bianco · d2 donna del bianco · e2 pedone del bianco · a1 donna del nero · d1 alfiere del nero | a8 cavallo del nero · e8 torre del bianco · f8 torre del nero · a7 alfiere del nero · e7 cavallo del bianco · g7 alfiere del bianco · h7 pedone del nero · b6 pedone del nero · c6 pedone del bianco · e6 pedone del nero · f6 cavallo del bianco · h6 pedone del nero · e5 re del nero · h5 re del bianco · c4 pedone del nero · f4 pedone del nero · g4 pedone del bianco · d2 donna del bianco · e2 pedone del bianco · a1 donna del nero · d1 alfiere del nero | a8 cavallo del nero · e8 torre del bianco · f8 torre del nero · a7 alfiere del nero · e7 cavallo del bianco · g7 alfiere del bianco · h7 pedone del nero · b6 pedone del nero · c6 pedone del bianco · e6 pedone del nero · f6 cavallo del bianco · h6 pedone del nero · e5 re del nero · h5 re del bianco · c4 pedone del nero · f4 pedone del nero · g4 pedone del bianco · d2 donna del bianco · e2 pedone del bianco · a1 donna del nero · d1 alfiere del nero | a8 cavallo del nero · e8 torre del bianco · f8 torre del nero · a7 alfiere del nero · e7 cavallo del bianco · g7 alfiere del bianco · h7 pedone del nero · b6 pedone del nero · c6 pedone del bianco · e6 pedone del nero · f6 cavallo del bianco · h6 pedone del nero · e5 re del nero · h5 re del bianco · c4 pedone del nero · f4 pedone del nero · g4 pedone del bianco · d2 donna del bianco · e2 pedone del bianco · a1 donna del nero · d1 alfiere del nero | a8 cavallo del nero · e8 torre del bianco · f8 torre del nero · a7 alfiere del nero · e7 cavallo del bianco · g7 alfiere del bianco · h7 pedone del nero · b6 pedone del nero · c6 pedone del bianco · e6 pedone del nero · f6 cavallo del bianco · h6 pedone del nero · e5 re del nero · h5 re del bianco · c4 pedone del nero · f4 pedone del nero · g4 pedone del bianco · d2 donna del bianco · e2 pedone del bianco · a1 donna del nero · d1 alfiere del nero | a8 cavallo del nero · e8 torre del bianco · f8 torre del nero · a7 alfiere del nero · e7 cavallo del bianco · g7 alfiere del bianco · h7 pedone del nero · b6 pedone del nero · c6 pedone del bianco · e6 pedone del nero · f6 cavallo del bianco · h6 pedone del nero · e5 re del nero · h5 re del bianco · c4 pedone del nero · f4 pedone del nero · g4 pedone del bianco · d2 donna del bianco · e2 pedone del bianco · a1 donna del nero · d1 alfiere del nero | 6 |
| 5 | a8 cavallo del nero · e8 torre del bianco · f8 torre del nero · a7 alfiere del nero · e7 cavallo del bianco · g7 alfiere del bianco · h7 pedone del nero · b6 pedone del nero · c6 pedone del bianco · e6 pedone del nero · f6 cavallo del bianco · h6 pedone del nero · e5 re del nero · h5 re del bianco · c4 pedone del nero · f4 pedone del nero · g4 pedone del bianco · d2 donna del bianco · e2 pedone del bianco · a1 donna del nero · d1 alfiere del nero | a8 cavallo del nero · e8 torre del bianco · f8 torre del nero · a7 alfiere del nero · e7 cavallo del bianco · g7 alfiere del bianco · h7 pedone del nero · b6 pedone del nero · c6 pedone del bianco · e6 pedone del nero · f6 cavallo del bianco · h6 pedone del nero · e5 re del nero · h5 re del bianco · c4 pedone del nero · f4 pedone del nero · g4 pedone del bianco · d2 donna del bianco · e2 pedone del bianco · a1 donna del nero · d1 alfiere del nero | a8 cavallo del nero · e8 torre del bianco · f8 torre del nero · a7 alfiere del nero · e7 cavallo del bianco · g7 alfiere del bianco · h7 pedone del nero · b6 pedone del nero · c6 pedone del bianco · e6 pedone del nero · f6 cavallo del bianco · h6 pedone del nero · e5 re del nero · h5 re del bianco · c4 pedone del nero · f4 pedone del nero · g4 pedone del bianco · d2 donna del bianco · e2 pedone del bianco · a1 donna del nero · d1 alfiere del nero | a8 cavallo del nero · e8 torre del bianco · f8 torre del nero · a7 alfiere del nero · e7 cavallo del bianco · g7 alfiere del bianco · h7 pedone del nero · b6 pedone del nero · c6 pedone del bianco · e6 pedone del nero · f6 cavallo del bianco · h6 pedone del nero · e5 re del nero · h5 re del bianco · c4 pedone del nero · f4 pedone del nero · g4 pedone del bianco · d2 donna del bianco · e2 pedone del bianco · a1 donna del nero · d1 alfiere del nero | a8 cavallo del nero · e8 torre del bianco · f8 torre del nero · a7 alfiere del nero · e7 cavallo del bianco · g7 alfiere del bianco · h7 pedone del nero · b6 pedone del nero · c6 pedone del bianco · e6 pedone del nero · f6 cavallo del bianco · h6 pedone del nero · e5 re del nero · h5 re del bianco · c4 pedone del nero · f4 pedone del nero · g4 pedone del bianco · d2 donna del bianco · e2 pedone del bianco · a1 donna del nero · d1 alfiere del nero | a8 cavallo del nero · e8 torre del bianco · f8 torre del nero · a7 alfiere del nero · e7 cavallo del bianco · g7 alfiere del bianco · h7 pedone del nero · b6 pedone del nero · c6 pedone del bianco · e6 pedone del nero · f6 cavallo del bianco · h6 pedone del nero · e5 re del nero · h5 re del bianco · c4 pedone del nero · f4 pedone del nero · g4 pedone del bianco · d2 donna del bianco · e2 pedone del bianco · a1 donna del nero · d1 alfiere del nero | a8 cavallo del nero · e8 torre del bianco · f8 torre del nero · a7 alfiere del nero · e7 cavallo del bianco · g7 alfiere del bianco · h7 pedone del nero · b6 pedone del nero · c6 pedone del bianco · e6 pedone del nero · f6 cavallo del bianco · h6 pedone del nero · e5 re del nero · h5 re del bianco · c4 pedone del nero · f4 pedone del nero · g4 pedone del bianco · d2 donna del bianco · e2 pedone del bianco · a1 donna del nero · d1 alfiere del nero | a8 cavallo del nero · e8 torre del bianco · f8 torre del nero · a7 alfiere del nero · e7 cavallo del bianco · g7 alfiere del bianco · h7 pedone del nero · b6 pedone del nero · c6 pedone del bianco · e6 pedone del nero · f6 cavallo del bianco · h6 pedone del nero · e5 re del nero · h5 re del bianco · c4 pedone del nero · f4 pedone del nero · g4 pedone del bianco · d2 donna del bianco · e2 pedone del bianco · a1 donna del nero · d1 alfiere del nero | 5 |
| 4 | a8 cavallo del nero · e8 torre del bianco · f8 torre del nero · a7 alfiere del nero · e7 cavallo del bianco · g7 alfiere del bianco · h7 pedone del nero · b6 pedone del nero · c6 pedone del bianco · e6 pedone del nero · f6 cavallo del bianco · h6 pedone del nero · e5 re del nero · h5 re del bianco · c4 pedone del nero · f4 pedone del nero · g4 pedone del bianco · d2 donna del bianco · e2 pedone del bianco · a1 donna del nero · d1 alfiere del nero | a8 cavallo del nero · e8 torre del bianco · f8 torre del nero · a7 alfiere del nero · e7 cavallo del bianco · g7 alfiere del bianco · h7 pedone del nero · b6 pedone del nero · c6 pedone del bianco · e6 pedone del nero · f6 cavallo del bianco · h6 pedone del nero · e5 re del nero · h5 re del bianco · c4 pedone del nero · f4 pedone del nero · g4 pedone del bianco · d2 donna del bianco · e2 pedone del bianco · a1 donna del nero · d1 alfiere del nero | a8 cavallo del nero · e8 torre del bianco · f8 torre del nero · a7 alfiere del nero · e7 cavallo del bianco · g7 alfiere del bianco · h7 pedone del nero · b6 pedone del nero · c6 pedone del bianco · e6 pedone del nero · f6 cavallo del bianco · h6 pedone del nero · e5 re del nero · h5 re del bianco · c4 pedone del nero · f4 pedone del nero · g4 pedone del bianco · d2 donna del bianco · e2 pedone del bianco · a1 donna del nero · d1 alfiere del nero | a8 cavallo del nero · e8 torre del bianco · f8 torre del nero · a7 alfiere del nero · e7 cavallo del bianco · g7 alfiere del bianco · h7 pedone del nero · b6 pedone del nero · c6 pedone del bianco · e6 pedone del nero · f6 cavallo del bianco · h6 pedone del nero · e5 re del nero · h5 re del bianco · c4 pedone del nero · f4 pedone del nero · g4 pedone del bianco · d2 donna del bianco · e2 pedone del bianco · a1 donna del nero · d1 alfiere del nero | a8 cavallo del nero · e8 torre del bianco · f8 torre del nero · a7 alfiere del nero · e7 cavallo del bianco · g7 alfiere del bianco · h7 pedone del nero · b6 pedone del nero · c6 pedone del bianco · e6 pedone del nero · f6 cavallo del bianco · h6 pedone del nero · e5 re del nero · h5 re del bianco · c4 pedone del nero · f4 pedone del nero · g4 pedone del bianco · d2 donna del bianco · e2 pedone del bianco · a1 donna del nero · d1 alfiere del nero | a8 cavallo del nero · e8 torre del bianco · f8 torre del nero · a7 alfiere del nero · e7 cavallo del bianco · g7 alfiere del bianco · h7 pedone del nero · b6 pedone del nero · c6 pedone del bianco · e6 pedone del nero · f6 cavallo del bianco · h6 pedone del nero · e5 re del nero · h5 re del bianco · c4 pedone del nero · f4 pedone del nero · g4 pedone del bianco · d2 donna del bianco · e2 pedone del bianco · a1 donna del nero · d1 alfiere del nero | a8 cavallo del nero · e8 torre del bianco · f8 torre del nero · a7 alfiere del nero · e7 cavallo del bianco · g7 alfiere del bianco · h7 pedone del nero · b6 pedone del nero · c6 pedone del bianco · e6 pedone del nero · f6 cavallo del bianco · h6 pedone del nero · e5 re del nero · h5 re del bianco · c4 pedone del nero · f4 pedone del nero · g4 pedone del bianco · d2 donna del bianco · e2 pedone del bianco · a1 donna del nero · d1 alfiere del nero | a8 cavallo del nero · e8 torre del bianco · f8 torre del nero · a7 alfiere del nero · e7 cavallo del bianco · g7 alfiere del bianco · h7 pedone del nero · b6 pedone del nero · c6 pedone del bianco · e6 pedone del nero · f6 cavallo del bianco · h6 pedone del nero · e5 re del nero · h5 re del bianco · c4 pedone del nero · f4 pedone del nero · g4 pedone del bianco · d2 donna del bianco · e2 pedone del bianco · a1 donna del nero · d1 alfiere del nero | 4 |
| 3 | a8 cavallo del nero · e8 torre del bianco · f8 torre del nero · a7 alfiere del nero · e7 cavallo del bianco · g7 alfiere del bianco · h7 pedone del nero · b6 pedone del nero · c6 pedone del bianco · e6 pedone del nero · f6 cavallo del bianco · h6 pedone del nero · e5 re del nero · h5 re del bianco · c4 pedone del nero · f4 pedone del nero · g4 pedone del bianco · d2 donna del bianco · e2 pedone del bianco · a1 donna del nero · d1 alfiere del nero | a8 cavallo del nero · e8 torre del bianco · f8 torre del nero · a7 alfiere del nero · e7 cavallo del bianco · g7 alfiere del bianco · h7 pedone del nero · b6 pedone del nero · c6 pedone del bianco · e6 pedone del nero · f6 cavallo del bianco · h6 pedone del nero · e5 re del nero · h5 re del bianco · c4 pedone del nero · f4 pedone del nero · g4 pedone del bianco · d2 donna del bianco · e2 pedone del bianco · a1 donna del nero · d1 alfiere del nero | a8 cavallo del nero · e8 torre del bianco · f8 torre del nero · a7 alfiere del nero · e7 cavallo del bianco · g7 alfiere del bianco · h7 pedone del nero · b6 pedone del nero · c6 pedone del bianco · e6 pedone del nero · f6 cavallo del bianco · h6 pedone del nero · e5 re del nero · h5 re del bianco · c4 pedone del nero · f4 pedone del nero · g4 pedone del bianco · d2 donna del bianco · e2 pedone del bianco · a1 donna del nero · d1 alfiere del nero | a8 cavallo del nero · e8 torre del bianco · f8 torre del nero · a7 alfiere del nero · e7 cavallo del bianco · g7 alfiere del bianco · h7 pedone del nero · b6 pedone del nero · c6 pedone del bianco · e6 pedone del nero · f6 cavallo del bianco · h6 pedone del nero · e5 re del nero · h5 re del bianco · c4 pedone del nero · f4 pedone del nero · g4 pedone del bianco · d2 donna del bianco · e2 pedone del bianco · a1 donna del nero · d1 alfiere del nero | a8 cavallo del nero · e8 torre del bianco · f8 torre del nero · a7 alfiere del nero · e7 cavallo del bianco · g7 alfiere del bianco · h7 pedone del nero · b6 pedone del nero · c6 pedone del bianco · e6 pedone del nero · f6 cavallo del bianco · h6 pedone del nero · e5 re del nero · h5 re del bianco · c4 pedone del nero · f4 pedone del nero · g4 pedone del bianco · d2 donna del bianco · e2 pedone del bianco · a1 donna del nero · d1 alfiere del nero | a8 cavallo del nero · e8 torre del bianco · f8 torre del nero · a7 alfiere del nero · e7 cavallo del bianco · g7 alfiere del bianco · h7 pedone del nero · b6 pedone del nero · c6 pedone del bianco · e6 pedone del nero · f6 cavallo del bianco · h6 pedone del nero · e5 re del nero · h5 re del bianco · c4 pedone del nero · f4 pedone del nero · g4 pedone del bianco · d2 donna del bianco · e2 pedone del bianco · a1 donna del nero · d1 alfiere del nero | a8 cavallo del nero · e8 torre del bianco · f8 torre del nero · a7 alfiere del nero · e7 cavallo del bianco · g7 alfiere del bianco · h7 pedone del nero · b6 pedone del nero · c6 pedone del bianco · e6 pedone del nero · f6 cavallo del bianco · h6 pedone del nero · e5 re del nero · h5 re del bianco · c4 pedone del nero · f4 pedone del nero · g4 pedone del bianco · d2 donna del bianco · e2 pedone del bianco · a1 donna del nero · d1 alfiere del nero | a8 cavallo del nero · e8 torre del bianco · f8 torre del nero · a7 alfiere del nero · e7 cavallo del bianco · g7 alfiere del bianco · h7 pedone del nero · b6 pedone del nero · c6 pedone del bianco · e6 pedone del nero · f6 cavallo del bianco · h6 pedone del nero · e5 re del nero · h5 re del bianco · c4 pedone del nero · f4 pedone del nero · g4 pedone del bianco · d2 donna del bianco · e2 pedone del bianco · a1 donna del nero · d1 alfiere del nero | 3 |
| 2 | a8 cavallo del nero · e8 torre del bianco · f8 torre del nero · a7 alfiere del nero · e7 cavallo del bianco · g7 alfiere del bianco · h7 pedone del nero · b6 pedone del nero · c6 pedone del bianco · e6 pedone del nero · f6 cavallo del bianco · h6 pedone del nero · e5 re del nero · h5 re del bianco · c4 pedone del nero · f4 pedone del nero · g4 pedone del bianco · d2 donna del bianco · e2 pedone del bianco · a1 donna del nero · d1 alfiere del nero | a8 cavallo del nero · e8 torre del bianco · f8 torre del nero · a7 alfiere del nero · e7 cavallo del bianco · g7 alfiere del bianco · h7 pedone del nero · b6 pedone del nero · c6 pedone del bianco · e6 pedone del nero · f6 cavallo del bianco · h6 pedone del nero · e5 re del nero · h5 re del bianco · c4 pedone del nero · f4 pedone del nero · g4 pedone del bianco · d2 donna del bianco · e2 pedone del bianco · a1 donna del nero · d1 alfiere del nero | a8 cavallo del nero · e8 torre del bianco · f8 torre del nero · a7 alfiere del nero · e7 cavallo del bianco · g7 alfiere del bianco · h7 pedone del nero · b6 pedone del nero · c6 pedone del bianco · e6 pedone del nero · f6 cavallo del bianco · h6 pedone del nero · e5 re del nero · h5 re del bianco · c4 pedone del nero · f4 pedone del nero · g4 pedone del bianco · d2 donna del bianco · e2 pedone del bianco · a1 donna del nero · d1 alfiere del nero | a8 cavallo del nero · e8 torre del bianco · f8 torre del nero · a7 alfiere del nero · e7 cavallo del bianco · g7 alfiere del bianco · h7 pedone del nero · b6 pedone del nero · c6 pedone del bianco · e6 pedone del nero · f6 cavallo del bianco · h6 pedone del nero · e5 re del nero · h5 re del bianco · c4 pedone del nero · f4 pedone del nero · g4 pedone del bianco · d2 donna del bianco · e2 pedone del bianco · a1 donna del nero · d1 alfiere del nero | a8 cavallo del nero · e8 torre del bianco · f8 torre del nero · a7 alfiere del nero · e7 cavallo del bianco · g7 alfiere del bianco · h7 pedone del nero · b6 pedone del nero · c6 pedone del bianco · e6 pedone del nero · f6 cavallo del bianco · h6 pedone del nero · e5 re del nero · h5 re del bianco · c4 pedone del nero · f4 pedone del nero · g4 pedone del bianco · d2 donna del bianco · e2 pedone del bianco · a1 donna del nero · d1 alfiere del nero | a8 cavallo del nero · e8 torre del bianco · f8 torre del nero · a7 alfiere del nero · e7 cavallo del bianco · g7 alfiere del bianco · h7 pedone del nero · b6 pedone del nero · c6 pedone del bianco · e6 pedone del nero · f6 cavallo del bianco · h6 pedone del nero · e5 re del nero · h5 re del bianco · c4 pedone del nero · f4 pedone del nero · g4 pedone del bianco · d2 donna del bianco · e2 pedone del bianco · a1 donna del nero · d1 alfiere del nero | a8 cavallo del nero · e8 torre del bianco · f8 torre del nero · a7 alfiere del nero · e7 cavallo del bianco · g7 alfiere del bianco · h7 pedone del nero · b6 pedone del nero · c6 pedone del bianco · e6 pedone del nero · f6 cavallo del bianco · h6 pedone del nero · e5 re del nero · h5 re del bianco · c4 pedone del nero · f4 pedone del nero · g4 pedone del bianco · d2 donna del bianco · e2 pedone del bianco · a1 donna del nero · d1 alfiere del nero | a8 cavallo del nero · e8 torre del bianco · f8 torre del nero · a7 alfiere del nero · e7 cavallo del bianco · g7 alfiere del bianco · h7 pedone del nero · b6 pedone del nero · c6 pedone del bianco · e6 pedone del nero · f6 cavallo del bianco · h6 pedone del nero · e5 re del nero · h5 re del bianco · c4 pedone del nero · f4 pedone del nero · g4 pedone del bianco · d2 donna del bianco · e2 pedone del bianco · a1 donna del nero · d1 alfiere del nero | 2 |
| 1 | a8 cavallo del nero · e8 torre del bianco · f8 torre del nero · a7 alfiere del nero · e7 cavallo del bianco · g7 alfiere del bianco · h7 pedone del nero · b6 pedone del nero · c6 pedone del bianco · e6 pedone del nero · f6 cavallo del bianco · h6 pedone del nero · e5 re del nero · h5 re del bianco · c4 pedone del nero · f4 pedone del nero · g4 pedone del bianco · d2 donna del bianco · e2 pedone del bianco · a1 donna del nero · d1 alfiere del nero | a8 cavallo del nero · e8 torre del bianco · f8 torre del nero · a7 alfiere del nero · e7 cavallo del bianco · g7 alfiere del bianco · h7 pedone del nero · b6 pedone del nero · c6 pedone del bianco · e6 pedone del nero · f6 cavallo del bianco · h6 pedone del nero · e5 re del nero · h5 re del bianco · c4 pedone del nero · f4 pedone del nero · g4 pedone del bianco · d2 donna del bianco · e2 pedone del bianco · a1 donna del nero · d1 alfiere del nero | a8 cavallo del nero · e8 torre del bianco · f8 torre del nero · a7 alfiere del nero · e7 cavallo del bianco · g7 alfiere del bianco · h7 pedone del nero · b6 pedone del nero · c6 pedone del bianco · e6 pedone del nero · f6 cavallo del bianco · h6 pedone del nero · e5 re del nero · h5 re del bianco · c4 pedone del nero · f4 pedone del nero · g4 pedone del bianco · d2 donna del bianco · e2 pedone del bianco · a1 donna del nero · d1 alfiere del nero | a8 cavallo del nero · e8 torre del bianco · f8 torre del nero · a7 alfiere del nero · e7 cavallo del bianco · g7 alfiere del bianco · h7 pedone del nero · b6 pedone del nero · c6 pedone del bianco · e6 pedone del nero · f6 cavallo del bianco · h6 pedone del nero · e5 re del nero · h5 re del bianco · c4 pedone del nero · f4 pedone del nero · g4 pedone del bianco · d2 donna del bianco · e2 pedone del bianco · a1 donna del nero · d1 alfiere del nero | a8 cavallo del nero · e8 torre del bianco · f8 torre del nero · a7 alfiere del nero · e7 cavallo del bianco · g7 alfiere del bianco · h7 pedone del nero · b6 pedone del nero · c6 pedone del bianco · e6 pedone del nero · f6 cavallo del bianco · h6 pedone del nero · e5 re del nero · h5 re del bianco · c4 pedone del nero · f4 pedone del nero · g4 pedone del bianco · d2 donna del bianco · e2 pedone del bianco · a1 donna del nero · d1 alfiere del nero | a8 cavallo del nero · e8 torre del bianco · f8 torre del nero · a7 alfiere del nero · e7 cavallo del bianco · g7 alfiere del bianco · h7 pedone del nero · b6 pedone del nero · c6 pedone del bianco · e6 pedone del nero · f6 cavallo del bianco · h6 pedone del nero · e5 re del nero · h5 re del bianco · c4 pedone del nero · f4 pedone del nero · g4 pedone del bianco · d2 donna del bianco · e2 pedone del bianco · a1 donna del nero · d1 alfiere del nero | a8 cavallo del nero · e8 torre del bianco · f8 torre del nero · a7 alfiere del nero · e7 cavallo del bianco · g7 alfiere del bianco · h7 pedone del nero · b6 pedone del nero · c6 pedone del bianco · e6 pedone del nero · f6 cavallo del bianco · h6 pedone del nero · e5 re del nero · h5 re del bianco · c4 pedone del nero · f4 pedone del nero · g4 pedone del bianco · d2 donna del bianco · e2 pedone del bianco · a1 donna del nero · d1 alfiere del nero | a8 cavallo del nero · e8 torre del bianco · f8 torre del nero · a7 alfiere del nero · e7 cavallo del bianco · g7 alfiere del bianco · h7 pedone del nero · b6 pedone del nero · c6 pedone del bianco · e6 pedone del nero · f6 cavallo del bianco · h6 pedone del nero · e5 re del nero · h5 re del bianco · c4 pedone del nero · f4 pedone del nero · g4 pedone del bianco · d2 donna del bianco · e2 pedone del bianco · a1 donna del nero · d1 alfiere del nero | 1 |
|   | a | b | c | d | e | f | g | h |   |

Soluzione:
1. Rh4!  (min. 2. Cg6+!  hxg6 3. Dd5#)
1. ...Dd4  2. Sd7+ Re4  3. Dxd4#

1. ...Da5  2. Ch5+ Tf6  3. Dxf4#

1. ...f3   2. Cfd5+ Tf6  3. Df4#

1. ...Cc7  2. Dd6+ Rxd6  3. Ce4#

1. ...Txf6  2. Dd5+ exd5  3. Cf5#

|   | a | b | c | d | e | f | g | h |   |
| 8 | a8 re del bianco · b8 torre del bianco · d6 pedone del nero · b5 cavallo del bianco · d5 pedone del bianco · f5 donna del bianco · g5 cavallo del nero · b4 re del nero · a3 pedone del nero · b3 alfiere del bianco · c3 pedone del nero · f2 cavallo del nero · g2 torre del nero · h2 alfiere del nero | a8 re del bianco · b8 torre del bianco · d6 pedone del nero · b5 cavallo del bianco · d5 pedone del bianco · f5 donna del bianco · g5 cavallo del nero · b4 re del nero · a3 pedone del nero · b3 alfiere del bianco · c3 pedone del nero · f2 cavallo del nero · g2 torre del nero · h2 alfiere del nero | a8 re del bianco · b8 torre del bianco · d6 pedone del nero · b5 cavallo del bianco · d5 pedone del bianco · f5 donna del bianco · g5 cavallo del nero · b4 re del nero · a3 pedone del nero · b3 alfiere del bianco · c3 pedone del nero · f2 cavallo del nero · g2 torre del nero · h2 alfiere del nero | a8 re del bianco · b8 torre del bianco · d6 pedone del nero · b5 cavallo del bianco · d5 pedone del bianco · f5 donna del bianco · g5 cavallo del nero · b4 re del nero · a3 pedone del nero · b3 alfiere del bianco · c3 pedone del nero · f2 cavallo del nero · g2 torre del nero · h2 alfiere del nero | a8 re del bianco · b8 torre del bianco · d6 pedone del nero · b5 cavallo del bianco · d5 pedone del bianco · f5 donna del bianco · g5 cavallo del nero · b4 re del nero · a3 pedone del nero · b3 alfiere del bianco · c3 pedone del nero · f2 cavallo del nero · g2 torre del nero · h2 alfiere del nero | a8 re del bianco · b8 torre del bianco · d6 pedone del nero · b5 cavallo del bianco · d5 pedone del bianco · f5 donna del bianco · g5 cavallo del nero · b4 re del nero · a3 pedone del nero · b3 alfiere del bianco · c3 pedone del nero · f2 cavallo del nero · g2 torre del nero · h2 alfiere del nero | a8 re del bianco · b8 torre del bianco · d6 pedone del nero · b5 cavallo del bianco · d5 pedone del bianco · f5 donna del bianco · g5 cavallo del nero · b4 re del nero · a3 pedone del nero · b3 alfiere del bianco · c3 pedone del nero · f2 cavallo del nero · g2 torre del nero · h2 alfiere del nero | a8 re del bianco · b8 torre del bianco · d6 pedone del nero · b5 cavallo del bianco · d5 pedone del bianco · f5 donna del bianco · g5 cavallo del nero · b4 re del nero · a3 pedone del nero · b3 alfiere del bianco · c3 pedone del nero · f2 cavallo del nero · g2 torre del nero · h2 alfiere del nero | 8 |
| 7 | a8 re del bianco · b8 torre del bianco · d6 pedone del nero · b5 cavallo del bianco · d5 pedone del bianco · f5 donna del bianco · g5 cavallo del nero · b4 re del nero · a3 pedone del nero · b3 alfiere del bianco · c3 pedone del nero · f2 cavallo del nero · g2 torre del nero · h2 alfiere del nero | a8 re del bianco · b8 torre del bianco · d6 pedone del nero · b5 cavallo del bianco · d5 pedone del bianco · f5 donna del bianco · g5 cavallo del nero · b4 re del nero · a3 pedone del nero · b3 alfiere del bianco · c3 pedone del nero · f2 cavallo del nero · g2 torre del nero · h2 alfiere del nero | a8 re del bianco · b8 torre del bianco · d6 pedone del nero · b5 cavallo del bianco · d5 pedone del bianco · f5 donna del bianco · g5 cavallo del nero · b4 re del nero · a3 pedone del nero · b3 alfiere del bianco · c3 pedone del nero · f2 cavallo del nero · g2 torre del nero · h2 alfiere del nero | a8 re del bianco · b8 torre del bianco · d6 pedone del nero · b5 cavallo del bianco · d5 pedone del bianco · f5 donna del bianco · g5 cavallo del nero · b4 re del nero · a3 pedone del nero · b3 alfiere del bianco · c3 pedone del nero · f2 cavallo del nero · g2 torre del nero · h2 alfiere del nero | a8 re del bianco · b8 torre del bianco · d6 pedone del nero · b5 cavallo del bianco · d5 pedone del bianco · f5 donna del bianco · g5 cavallo del nero · b4 re del nero · a3 pedone del nero · b3 alfiere del bianco · c3 pedone del nero · f2 cavallo del nero · g2 torre del nero · h2 alfiere del nero | a8 re del bianco · b8 torre del bianco · d6 pedone del nero · b5 cavallo del bianco · d5 pedone del bianco · f5 donna del bianco · g5 cavallo del nero · b4 re del nero · a3 pedone del nero · b3 alfiere del bianco · c3 pedone del nero · f2 cavallo del nero · g2 torre del nero · h2 alfiere del nero | a8 re del bianco · b8 torre del bianco · d6 pedone del nero · b5 cavallo del bianco · d5 pedone del bianco · f5 donna del bianco · g5 cavallo del nero · b4 re del nero · a3 pedone del nero · b3 alfiere del bianco · c3 pedone del nero · f2 cavallo del nero · g2 torre del nero · h2 alfiere del nero | a8 re del bianco · b8 torre del bianco · d6 pedone del nero · b5 cavallo del bianco · d5 pedone del bianco · f5 donna del bianco · g5 cavallo del nero · b4 re del nero · a3 pedone del nero · b3 alfiere del bianco · c3 pedone del nero · f2 cavallo del nero · g2 torre del nero · h2 alfiere del nero | 7 |
| 6 | a8 re del bianco · b8 torre del bianco · d6 pedone del nero · b5 cavallo del bianco · d5 pedone del bianco · f5 donna del bianco · g5 cavallo del nero · b4 re del nero · a3 pedone del nero · b3 alfiere del bianco · c3 pedone del nero · f2 cavallo del nero · g2 torre del nero · h2 alfiere del nero | a8 re del bianco · b8 torre del bianco · d6 pedone del nero · b5 cavallo del bianco · d5 pedone del bianco · f5 donna del bianco · g5 cavallo del nero · b4 re del nero · a3 pedone del nero · b3 alfiere del bianco · c3 pedone del nero · f2 cavallo del nero · g2 torre del nero · h2 alfiere del nero | a8 re del bianco · b8 torre del bianco · d6 pedone del nero · b5 cavallo del bianco · d5 pedone del bianco · f5 donna del bianco · g5 cavallo del nero · b4 re del nero · a3 pedone del nero · b3 alfiere del bianco · c3 pedone del nero · f2 cavallo del nero · g2 torre del nero · h2 alfiere del nero | a8 re del bianco · b8 torre del bianco · d6 pedone del nero · b5 cavallo del bianco · d5 pedone del bianco · f5 donna del bianco · g5 cavallo del nero · b4 re del nero · a3 pedone del nero · b3 alfiere del bianco · c3 pedone del nero · f2 cavallo del nero · g2 torre del nero · h2 alfiere del nero | a8 re del bianco · b8 torre del bianco · d6 pedone del nero · b5 cavallo del bianco · d5 pedone del bianco · f5 donna del bianco · g5 cavallo del nero · b4 re del nero · a3 pedone del nero · b3 alfiere del bianco · c3 pedone del nero · f2 cavallo del nero · g2 torre del nero · h2 alfiere del nero | a8 re del bianco · b8 torre del bianco · d6 pedone del nero · b5 cavallo del bianco · d5 pedone del bianco · f5 donna del bianco · g5 cavallo del nero · b4 re del nero · a3 pedone del nero · b3 alfiere del bianco · c3 pedone del nero · f2 cavallo del nero · g2 torre del nero · h2 alfiere del nero | a8 re del bianco · b8 torre del bianco · d6 pedone del nero · b5 cavallo del bianco · d5 pedone del bianco · f5 donna del bianco · g5 cavallo del nero · b4 re del nero · a3 pedone del nero · b3 alfiere del bianco · c3 pedone del nero · f2 cavallo del nero · g2 torre del nero · h2 alfiere del nero | a8 re del bianco · b8 torre del bianco · d6 pedone del nero · b5 cavallo del bianco · d5 pedone del bianco · f5 donna del bianco · g5 cavallo del nero · b4 re del nero · a3 pedone del nero · b3 alfiere del bianco · c3 pedone del nero · f2 cavallo del nero · g2 torre del nero · h2 alfiere del nero | 6 |
| 5 | a8 re del bianco · b8 torre del bianco · d6 pedone del nero · b5 cavallo del bianco · d5 pedone del bianco · f5 donna del bianco · g5 cavallo del nero · b4 re del nero · a3 pedone del nero · b3 alfiere del bianco · c3 pedone del nero · f2 cavallo del nero · g2 torre del nero · h2 alfiere del nero | a8 re del bianco · b8 torre del bianco · d6 pedone del nero · b5 cavallo del bianco · d5 pedone del bianco · f5 donna del bianco · g5 cavallo del nero · b4 re del nero · a3 pedone del nero · b3 alfiere del bianco · c3 pedone del nero · f2 cavallo del nero · g2 torre del nero · h2 alfiere del nero | a8 re del bianco · b8 torre del bianco · d6 pedone del nero · b5 cavallo del bianco · d5 pedone del bianco · f5 donna del bianco · g5 cavallo del nero · b4 re del nero · a3 pedone del nero · b3 alfiere del bianco · c3 pedone del nero · f2 cavallo del nero · g2 torre del nero · h2 alfiere del nero | a8 re del bianco · b8 torre del bianco · d6 pedone del nero · b5 cavallo del bianco · d5 pedone del bianco · f5 donna del bianco · g5 cavallo del nero · b4 re del nero · a3 pedone del nero · b3 alfiere del bianco · c3 pedone del nero · f2 cavallo del nero · g2 torre del nero · h2 alfiere del nero | a8 re del bianco · b8 torre del bianco · d6 pedone del nero · b5 cavallo del bianco · d5 pedone del bianco · f5 donna del bianco · g5 cavallo del nero · b4 re del nero · a3 pedone del nero · b3 alfiere del bianco · c3 pedone del nero · f2 cavallo del nero · g2 torre del nero · h2 alfiere del nero | a8 re del bianco · b8 torre del bianco · d6 pedone del nero · b5 cavallo del bianco · d5 pedone del bianco · f5 donna del bianco · g5 cavallo del nero · b4 re del nero · a3 pedone del nero · b3 alfiere del bianco · c3 pedone del nero · f2 cavallo del nero · g2 torre del nero · h2 alfiere del nero | a8 re del bianco · b8 torre del bianco · d6 pedone del nero · b5 cavallo del bianco · d5 pedone del bianco · f5 donna del bianco · g5 cavallo del nero · b4 re del nero · a3 pedone del nero · b3 alfiere del bianco · c3 pedone del nero · f2 cavallo del nero · g2 torre del nero · h2 alfiere del nero | a8 re del bianco · b8 torre del bianco · d6 pedone del nero · b5 cavallo del bianco · d5 pedone del bianco · f5 donna del bianco · g5 cavallo del nero · b4 re del nero · a3 pedone del nero · b3 alfiere del bianco · c3 pedone del nero · f2 cavallo del nero · g2 torre del nero · h2 alfiere del nero | 5 |
| 4 | a8 re del bianco · b8 torre del bianco · d6 pedone del nero · b5 cavallo del bianco · d5 pedone del bianco · f5 donna del bianco · g5 cavallo del nero · b4 re del nero · a3 pedone del nero · b3 alfiere del bianco · c3 pedone del nero · f2 cavallo del nero · g2 torre del nero · h2 alfiere del nero | a8 re del bianco · b8 torre del bianco · d6 pedone del nero · b5 cavallo del bianco · d5 pedone del bianco · f5 donna del bianco · g5 cavallo del nero · b4 re del nero · a3 pedone del nero · b3 alfiere del bianco · c3 pedone del nero · f2 cavallo del nero · g2 torre del nero · h2 alfiere del nero | a8 re del bianco · b8 torre del bianco · d6 pedone del nero · b5 cavallo del bianco · d5 pedone del bianco · f5 donna del bianco · g5 cavallo del nero · b4 re del nero · a3 pedone del nero · b3 alfiere del bianco · c3 pedone del nero · f2 cavallo del nero · g2 torre del nero · h2 alfiere del nero | a8 re del bianco · b8 torre del bianco · d6 pedone del nero · b5 cavallo del bianco · d5 pedone del bianco · f5 donna del bianco · g5 cavallo del nero · b4 re del nero · a3 pedone del nero · b3 alfiere del bianco · c3 pedone del nero · f2 cavallo del nero · g2 torre del nero · h2 alfiere del nero | a8 re del bianco · b8 torre del bianco · d6 pedone del nero · b5 cavallo del bianco · d5 pedone del bianco · f5 donna del bianco · g5 cavallo del nero · b4 re del nero · a3 pedone del nero · b3 alfiere del bianco · c3 pedone del nero · f2 cavallo del nero · g2 torre del nero · h2 alfiere del nero | a8 re del bianco · b8 torre del bianco · d6 pedone del nero · b5 cavallo del bianco · d5 pedone del bianco · f5 donna del bianco · g5 cavallo del nero · b4 re del nero · a3 pedone del nero · b3 alfiere del bianco · c3 pedone del nero · f2 cavallo del nero · g2 torre del nero · h2 alfiere del nero | a8 re del bianco · b8 torre del bianco · d6 pedone del nero · b5 cavallo del bianco · d5 pedone del bianco · f5 donna del bianco · g5 cavallo del nero · b4 re del nero · a3 pedone del nero · b3 alfiere del bianco · c3 pedone del nero · f2 cavallo del nero · g2 torre del nero · h2 alfiere del nero | a8 re del bianco · b8 torre del bianco · d6 pedone del nero · b5 cavallo del bianco · d5 pedone del bianco · f5 donna del bianco · g5 cavallo del nero · b4 re del nero · a3 pedone del nero · b3 alfiere del bianco · c3 pedone del nero · f2 cavallo del nero · g2 torre del nero · h2 alfiere del nero | 4 |
| 3 | a8 re del bianco · b8 torre del bianco · d6 pedone del nero · b5 cavallo del bianco · d5 pedone del bianco · f5 donna del bianco · g5 cavallo del nero · b4 re del nero · a3 pedone del nero · b3 alfiere del bianco · c3 pedone del nero · f2 cavallo del nero · g2 torre del nero · h2 alfiere del nero | a8 re del bianco · b8 torre del bianco · d6 pedone del nero · b5 cavallo del bianco · d5 pedone del bianco · f5 donna del bianco · g5 cavallo del nero · b4 re del nero · a3 pedone del nero · b3 alfiere del bianco · c3 pedone del nero · f2 cavallo del nero · g2 torre del nero · h2 alfiere del nero | a8 re del bianco · b8 torre del bianco · d6 pedone del nero · b5 cavallo del bianco · d5 pedone del bianco · f5 donna del bianco · g5 cavallo del nero · b4 re del nero · a3 pedone del nero · b3 alfiere del bianco · c3 pedone del nero · f2 cavallo del nero · g2 torre del nero · h2 alfiere del nero | a8 re del bianco · b8 torre del bianco · d6 pedone del nero · b5 cavallo del bianco · d5 pedone del bianco · f5 donna del bianco · g5 cavallo del nero · b4 re del nero · a3 pedone del nero · b3 alfiere del bianco · c3 pedone del nero · f2 cavallo del nero · g2 torre del nero · h2 alfiere del nero | a8 re del bianco · b8 torre del bianco · d6 pedone del nero · b5 cavallo del bianco · d5 pedone del bianco · f5 donna del bianco · g5 cavallo del nero · b4 re del nero · a3 pedone del nero · b3 alfiere del bianco · c3 pedone del nero · f2 cavallo del nero · g2 torre del nero · h2 alfiere del nero | a8 re del bianco · b8 torre del bianco · d6 pedone del nero · b5 cavallo del bianco · d5 pedone del bianco · f5 donna del bianco · g5 cavallo del nero · b4 re del nero · a3 pedone del nero · b3 alfiere del bianco · c3 pedone del nero · f2 cavallo del nero · g2 torre del nero · h2 alfiere del nero | a8 re del bianco · b8 torre del bianco · d6 pedone del nero · b5 cavallo del bianco · d5 pedone del bianco · f5 donna del bianco · g5 cavallo del nero · b4 re del nero · a3 pedone del nero · b3 alfiere del bianco · c3 pedone del nero · f2 cavallo del nero · g2 torre del nero · h2 alfiere del nero | a8 re del bianco · b8 torre del bianco · d6 pedone del nero · b5 cavallo del bianco · d5 pedone del bianco · f5 donna del bianco · g5 cavallo del nero · b4 re del nero · a3 pedone del nero · b3 alfiere del bianco · c3 pedone del nero · f2 cavallo del nero · g2 torre del nero · h2 alfiere del nero | 3 |
| 2 | a8 re del bianco · b8 torre del bianco · d6 pedone del nero · b5 cavallo del bianco · d5 pedone del bianco · f5 donna del bianco · g5 cavallo del nero · b4 re del nero · a3 pedone del nero · b3 alfiere del bianco · c3 pedone del nero · f2 cavallo del nero · g2 torre del nero · h2 alfiere del nero | a8 re del bianco · b8 torre del bianco · d6 pedone del nero · b5 cavallo del bianco · d5 pedone del bianco · f5 donna del bianco · g5 cavallo del nero · b4 re del nero · a3 pedone del nero · b3 alfiere del bianco · c3 pedone del nero · f2 cavallo del nero · g2 torre del nero · h2 alfiere del nero | a8 re del bianco · b8 torre del bianco · d6 pedone del nero · b5 cavallo del bianco · d5 pedone del bianco · f5 donna del bianco · g5 cavallo del nero · b4 re del nero · a3 pedone del nero · b3 alfiere del bianco · c3 pedone del nero · f2 cavallo del nero · g2 torre del nero · h2 alfiere del nero | a8 re del bianco · b8 torre del bianco · d6 pedone del nero · b5 cavallo del bianco · d5 pedone del bianco · f5 donna del bianco · g5 cavallo del nero · b4 re del nero · a3 pedone del nero · b3 alfiere del bianco · c3 pedone del nero · f2 cavallo del nero · g2 torre del nero · h2 alfiere del nero | a8 re del bianco · b8 torre del bianco · d6 pedone del nero · b5 cavallo del bianco · d5 pedone del bianco · f5 donna del bianco · g5 cavallo del nero · b4 re del nero · a3 pedone del nero · b3 alfiere del bianco · c3 pedone del nero · f2 cavallo del nero · g2 torre del nero · h2 alfiere del nero | a8 re del bianco · b8 torre del bianco · d6 pedone del nero · b5 cavallo del bianco · d5 pedone del bianco · f5 donna del bianco · g5 cavallo del nero · b4 re del nero · a3 pedone del nero · b3 alfiere del bianco · c3 pedone del nero · f2 cavallo del nero · g2 torre del nero · h2 alfiere del nero | a8 re del bianco · b8 torre del bianco · d6 pedone del nero · b5 cavallo del bianco · d5 pedone del bianco · f5 donna del bianco · g5 cavallo del nero · b4 re del nero · a3 pedone del nero · b3 alfiere del bianco · c3 pedone del nero · f2 cavallo del nero · g2 torre del nero · h2 alfiere del nero | a8 re del bianco · b8 torre del bianco · d6 pedone del nero · b5 cavallo del bianco · d5 pedone del bianco · f5 donna del bianco · g5 cavallo del nero · b4 re del nero · a3 pedone del nero · b3 alfiere del bianco · c3 pedone del nero · f2 cavallo del nero · g2 torre del nero · h2 alfiere del nero | 2 |
| 1 | a8 re del bianco · b8 torre del bianco · d6 pedone del nero · b5 cavallo del bianco · d5 pedone del bianco · f5 donna del bianco · g5 cavallo del nero · b4 re del nero · a3 pedone del nero · b3 alfiere del bianco · c3 pedone del nero · f2 cavallo del nero · g2 torre del nero · h2 alfiere del nero | a8 re del bianco · b8 torre del bianco · d6 pedone del nero · b5 cavallo del bianco · d5 pedone del bianco · f5 donna del bianco · g5 cavallo del nero · b4 re del nero · a3 pedone del nero · b3 alfiere del bianco · c3 pedone del nero · f2 cavallo del nero · g2 torre del nero · h2 alfiere del nero | a8 re del bianco · b8 torre del bianco · d6 pedone del nero · b5 cavallo del bianco · d5 pedone del bianco · f5 donna del bianco · g5 cavallo del nero · b4 re del nero · a3 pedone del nero · b3 alfiere del bianco · c3 pedone del nero · f2 cavallo del nero · g2 torre del nero · h2 alfiere del nero | a8 re del bianco · b8 torre del bianco · d6 pedone del nero · b5 cavallo del bianco · d5 pedone del bianco · f5 donna del bianco · g5 cavallo del nero · b4 re del nero · a3 pedone del nero · b3 alfiere del bianco · c3 pedone del nero · f2 cavallo del nero · g2 torre del nero · h2 alfiere del nero | a8 re del bianco · b8 torre del bianco · d6 pedone del nero · b5 cavallo del bianco · d5 pedone del bianco · f5 donna del bianco · g5 cavallo del nero · b4 re del nero · a3 pedone del nero · b3 alfiere del bianco · c3 pedone del nero · f2 cavallo del nero · g2 torre del nero · h2 alfiere del nero | a8 re del bianco · b8 torre del bianco · d6 pedone del nero · b5 cavallo del bianco · d5 pedone del bianco · f5 donna del bianco · g5 cavallo del nero · b4 re del nero · a3 pedone del nero · b3 alfiere del bianco · c3 pedone del nero · f2 cavallo del nero · g2 torre del nero · h2 alfiere del nero | a8 re del bianco · b8 torre del bianco · d6 pedone del nero · b5 cavallo del bianco · d5 pedone del bianco · f5 donna del bianco · g5 cavallo del nero · b4 re del nero · a3 pedone del nero · b3 alfiere del bianco · c3 pedone del nero · f2 cavallo del nero · g2 torre del nero · h2 alfiere del nero | a8 re del bianco · b8 torre del bianco · d6 pedone del nero · b5 cavallo del bianco · d5 pedone del bianco · f5 donna del bianco · g5 cavallo del nero · b4 re del nero · a3 pedone del nero · b3 alfiere del bianco · c3 pedone del nero · f2 cavallo del nero · g2 torre del nero · h2 alfiere del nero | 1 |
|   | a | b | c | d | e | f | g | h |   |

Soluzione:
1. Dh7 !  (min. 2. Cd4+ ∼ 3. Da7#)

1. ...Cxh7  2. Cc7+ Ra5  3. Tb5#

1. ...Cf7  2. Cc7+ Rc5 3. Ce6#

1. ...Rxb3  2. Cxd6+ ∼ 3. Da7/Db1#

1. ...a2  2. Da7 ...  3. Da3/C ∼#